# Thomas Diethart
Thomas Diethart (Tulln an der Donau, 25 de febrero de 1992) es un deportista austríaco que compitió en salto en esquí.
Participó en los Juegos Olímpicos de Sochi 2014, obteniendo una medalla de plata en la prueba de trampolín grande por equipo (junto con Michael Hayböck, Thomas Morgenstern y Gregor Schlierenzauer).

## Palmarés internacional
| Juegos Olímpicos | Juegos Olímpicos | Juegos Olímpicos | Juegos Olímpicos |
| Año              | Lugar            | Medalla          | Prueba           |
| ---------------- | ---------------- | ---------------- | ---------------- |
| 2014             | Sochi (Rusia)    | Medalla de plata | TG por equipo    |